# Вестерн Стейтс (ультрамарафон)

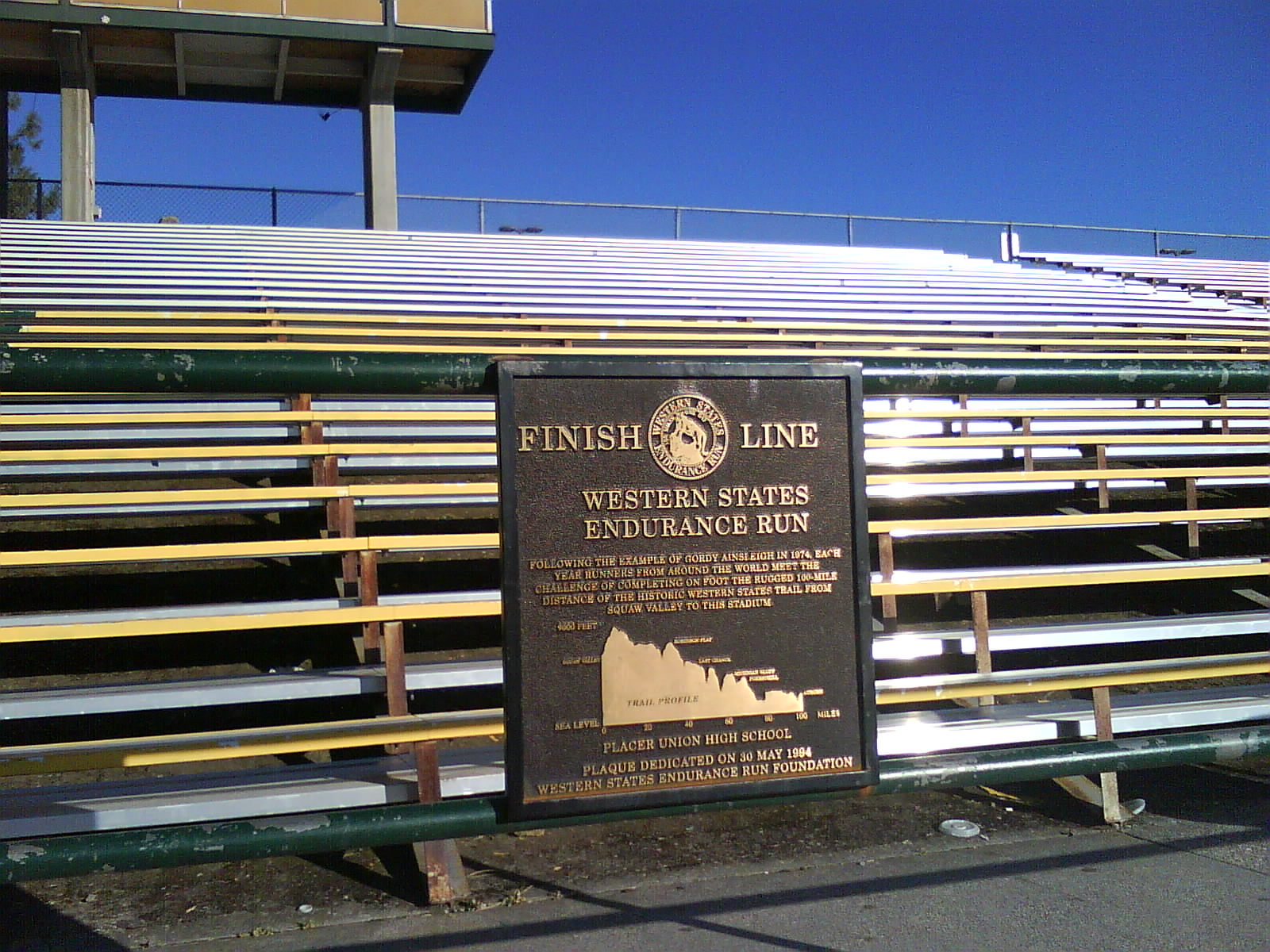
Финишная прямая Вестерн Стейтс на стадионе средней школы Плейсер

Сверхамарафон Вестерн Стейтс (англ. Western States Endurance Run) — 100-мильный (161 км) ультрамарафон, который ежегодно проходит на трейлах Сьерра-Невады в Калифорнии в последний полные выходные июня. Старт забега — на базе лыжного курорта Скво-Вэлли, финиш — на стадионе средней школы Плейсер в г. Оберн Калифорнии. Трасса довольно тяжелая, часто со снегом в самых высоких точках, и высокими температурами в низинах ближе к финишу. В целом к финишу участники забега поднимаются на суммарную высоту в 5500 метров (18090 футов) и спускаются на 7000 метров (22970 футов) по горным тропам. Ввиду своей продолжительности забег начинается в 5 утра, длится весь день и последующую ночь. Участники, финиширующие меньше чем за 30 часов получают памятную бронзовую ременную пряжку, а финирующие меньше чем за 24 часа — серебряную.
Вестерн Стейтс 100 спонсируется Алтра, обувной компанией из Юты. Забег является одним из 4-х стомильников, которые составляют Grand Slam of Ultrarunning, в который также входят Вермонт 100, Уосатч Фронт 100 в Юте и Ледвилл Трейл 100 в Колорадо.

## История
Дистанция ультрамарафона Вестерн Стейтс была впервые покорена Горди Эйнслеем в 1974 году. Эйнслей финишировал в Вестерн Стейтс Трейл Райд (Кубок Тевиса) в 1971 и 1972 на лошади, но в 1973 его новую лошадь пришлось снять с дистанции из-за хромоты на отметке в 29 миль. В 1974 под вдохновением и поддержкой Друциллы Барнер, первой женщины, выигравшей Кубок Тевиса и cекретаря фонда трейла Вестерн Стейтс, Горди вышел на старт Вестерн Стейтс Трейл Райд против лошадей, чтобы узнать, сможет ли он финишировать бегом. 23 часа и 42 минуты спустя Горди прибыл в Оберн, доказав, что бегун в действительности может покрыть 100 миль за одни сутки.
В 1975 Рон Келли пробежал трассу Кубка Тевиса вместе с лошадьми и после 97 миль (157км) сошел с трассы. В 1976 Кен «Каумен» Ширк стал вторым бегуном, пробежавшим дистанцию вместе с лошадьми. Тогда Эйнслей был его пейсмейкером в последние 25 миль.
16 спортсменов заявились на первый официальный ультрамарафон Вестерн Стейтс в 1977 и стартовали вместе с лошадьми на Кубке Тевиса. Тогда 13 из 16 были сняты с дистанции в середине пути. Из 3 оставшихся только Энди Гонсалес финишировал из 24 часов, лимиту заданному для лошадей. Два других участника, Питер Маттей и Ральф Паффенбаргер, финишировали за 28 часов и 36 минут (неофициально), тем самым положив начало 30-часовому лимиту для получения бронзовой пряжки участника. Организация забега позже стала самостоятельной — был создан фонд сверхмарафона Вестерн Стейтс.
В следующем 1978 году 63 спортсмена приняли участие в забеге, и 30 из них финишировали в первом сверхмарафоне Вестерн Стейтс. Забег проводился в день, отличный от даты проведения Кубка Тевиса.
В 1984 году, в связи с актом Wilderness Act от 1964 года, была создана территория Granite Chief Wilderness, и около 4 миль (6 км) трейла оказались в рамках новых границ. Определение пустынной территории означало, что Лесная служба США запретила бы организовывать мероприятия в этой зоне. Однако в 1988 году организаторам забега (и оригинальному Трейл Райду с лошадьми) было наконец дано разрешение Конгресса продолжать мероприятие. Однако количество участников ограничивалось до 369, размером поля 1984 года. С ростом популярности мероприятия, была создана лотерейная система, чтобы распределять доступные места. С тех пор каждый год ограниченное количество слотов вручается избранным победителям серии Кубка Монтрейл Ультра и первым десяти финишерам забега с предыдущего года. После распределения первых слотов проводится лотерея для заполнения поля из пула квалифицировавшихся заявителей. Лесная служба США позволяет администрации забега принимать 5-летнее среднее количество действительно стартующих бегунов — 369. Так как исторически около 15 % выигравших лотерею не являются на старт, то обычно объявляются выигравшими лотерею 425 участников.

## Результаты
Тим Твитмайер финишировал в забеге рекордные 25 раз, все из них из 24 часов, выиграв 5 раз. Победа Скотта Джурека в 2005 году стала его седьмой по счету последовательной победой. Энн Трейсон выиграла гонку 14 раз.
В 2008 году забег был отменен из-за плохого качества воздуха и дыма от невероятно большого количества лесных пожаров.
Победители забега в 2009 году были Хэл Кернер и Анита Ортиз. В 2010 Джефф Роус обошел Антона Крупичку на отметке Браунс Бар, что в 10,1 миле от финиша и выиграл забег, установив новый рекорд трассы 15:07.04. Трейси Гарно выиграла женский зачет со временем в 19:01.55. Эми Палмиеро-Уинтерс, с транстибиальной ампутацией, стала первым ампутантом в истории, финишировав со временем 27:43.10.
В 2012 Элли Гринвуд улучшила казалось бы непобиваемый рекорд трассы, установленный Энн Трейсон в 1994, практически на час с новым временем в 16:47.19. В том же году Тимоти Олсон выбежал из 15 часов (14:46.44), таким образом побив предыдущий мужской рекорд трассы, установленный Джеффом Роусом в 2010.
В 2016 Эндрю Миллер в возрасте 20 лет стал самым молодым победителем среди мужчин на забеге Вестерн Стейтс 100.

### Победители

#### Мужчины
| Год  | Победитель        | Время    | Возраст | Страна  |
| ---- | ----------------- | -------- | ------- | ------- |
| 2019 | Джим Уолмсли -2-  | 14:09.28 | 29      | США     |
| 2018 | Джим Уолмсли      | 14:30.04 | 28      | США     |
| 2017 | Райан Сэндс       | 16:19.38 | 35      | ЮАР     |
| 2016 | Эндрю Миллер      | 15:39.36 | 20      | США     |
| 2015 | Роб Крар -2-      | 14:48.59 | 38      | Канада  |
| 2014 | Роб Крар          | 14:53.22 | 37      | Канада  |
| 2013 | Тимоти Олсон -2-  | 15:17.27 | 29      | США     |
| 2012 | Тимоти Олсон      | 14:46.44 | 28      | США     |
| 2011 | Килиан Хорнет     | 15:34.24 | 23      | Испания |
| 2010 | Джефф Роус        | 15:07.04 | 34      | США     |
| 2009 | Хэл Кернер -2-    | 16:24.55 | 33      | США     |
| 2008 | --                | --       | --      | --      |
| 2007 | Хэл Кернер        | 16:12.16 | 31      | США     |
| 2006 | Грэм Купер        | 18:17.28 | 36      | США     |
| 2005 | Скотт Джурек -7-  | 16:40.45 | 31      | США     |
| 2004 | Скотт Джурек -6-  | 15:36.27 | 30      | США     |
| 2003 | Скотт Джурек -5-  | 16:01.18 | 29      | США     |
| 2002 | Скотт Джурек -4-  | 16:19.10 | 28      | США     |
| 2001 | Скотт Джурек -3-  | 16:38.30 | 27      | США     |
| 2000 | Скотт Джурек -2-  | 17:17.24 | 26      | США     |
| 1999 | Скотт Джурек      | 17:34.22 | 25      | США     |
| 1998 | Тим Твитмайер -5- | 17:51.20 | 39      | США     |
| 1997 | Майкл Мортон      | 15:40.41 | 25      | США     |
| 1996 | Тим Твитмайер -4- | 17:42.06 | 37      | США     |
| 1995 | Тим Твитмайер -3- | 18:34.58 | 36      | США     |
| 1994 | Тим Твитмайер -2- | 16:51.01 | 35      | США     |
| 1993 | Том Джонсон -3-   | 17:08.34 | 34      | США     |
| 1992 | Тим Твитмайер     | 16:54.16 | 33      | США     |
| 1991 | Том Джонсон -2-   | 15:54.05 | 32      | США     |
| 1990 | Том Джонсон       | 16:38.52 | 31      | США     |
| 1989 | Марк Бротертон    | 16:53.39 | 32      | США     |
| 1988 | Брайан Парселл    | 16:24.00 | 32      | США     |
| 1987 | Херб Танзер       | 17:41.06 | 35      | США     |
| 1986 | Чак Джонс         | 16:37.47 | 27      | США     |
| 1985 | Джим Кинг -3-     | 16:02.44 | 28      | США     |
| 1984 | Джим Кинг -2-     | ??:??.00 | 27      | США     |
| 1983 | Джим Ховард -2-   | 16:07.00 | 29      | США     |
| 1982 | Джим Кинг         | 16:17.00 | 25      | США     |
| 1981 | Джим Ховард       | 16:02.37 | 27      | США     |
| 1980 | Майк Кэтлин -2-   | 18:35.42 | 28      | США     |
| 1979 | Майк Кэтлин       | 16:11.56 | 27      | США     |
| 1978 | Энди Гонсалес -2- | 18:50.00 | 23      | США     |
| 1977 | Энди Гонсалес     | 22:57.00 | 22      | США     |
| 1976 | Кен Ширк          | 24:30.00 | 23      | США     |
| 1974 | Горди Эйнслей     | 23:42.20 | 26      | США     |

#### Женщины
| Год  | Победитель           | Время    | Возраст | Страна |
| ---- | -------------------- | -------- | ------- | ------ |
| 2019 | Клэр Галлагер        | 17:23.24 | 27      | США    |
| 2018 | Кортни Дауволтер     | 17:27.00 | 33      | США    |
| 2017 | Кэт Брэдли           | 19:31.31 | 25      | США    |
| 2016 | Кеси Ликтайг         | 17:57.59 | 29      | США    |
| 2015 | Магдалена Леви-Булет | 19:05.21 | 41      | США    |
| 2014 | Стефани Хоув         | 18:01.42 | 30      | США    |
| 2013 | Пэм Смит             | 18:37.21 | 38      | США    |
| 2012 | Элли Гринвуд -2-     | 16:47.19 | 33      | США    |
| 2011 | Элли Гринвуд         | 17:55.29 | 32      | США    |
| 2010 | Трейси Гарно         | 19:01.55 | 41      | США    |
| 2009 | Анита Ортис          | 18:24.17 | 45      | США    |
| 2008 | --                   | --       | --      | --     |
| 2007 | Никки Кимбол -3-     | 18:12.38 | 36      | США    |
| 2006 | Никки Кимбол -2-     | 19:26.51 | 35      | США    |
| 2005 | Аннет Бедноски       | 18:39.01 | 38      | США    |
| 2004 | Никки Кимбол         | 18:43.25 | 33      | США    |
| 2003 | Энн Трейсон -14-     | 18:36.03 | 42      | США    |
| 2002 | Энн Трейсон -13-     | 18:16.26 | 41      | США    |
| 2001 | Энн Трейсон -12-     | 18:33.34 | 40      | США    |
| 2000 | Энн Трейсон -11-     | 19:44.42 | 39      | США    |
| 1999 | Сьюзан Брана         | 21:23.39 | 41      | США    |
| 1998 | Энн Трейсон -10-     | 18:46.16 | 37      | США    |
| 1997 | Энн Трейсон -9-      | 19:19.49 | 36      | США    |
| 1996 | Энн Трейсон -8-      | 18:57.36 | 35      | США    |
| 1995 | Энн Трейсон -7-      | 18:40.01 | 34      | США    |
| 1994 | Энн Трейсон -6-      | 17:37.51 | 33      | США    |
| 1993 | Энн Трейсон -5-      | 19:05.22 | 32      | США    |
| 1992 | Энн Трейсон -4-      | 18:14.48 | 31      | США    |
| 1991 | Энн Трейсон -3-      | 18:29.37 | 30      | США    |
| 1990 | Энн Трейсон -2-      | 18:33.02 | 29      | США    |
| 1989 | Энн Трейсон          | 18:47.46 | 28      | США    |
| 1988 | Кэти Донофрио-Вуд    | 18:52.40 | 23      | США    |
| 1987 | Мэри Хэмс            | 21:23.37 | 27      | США    |
| 1986 | Кэти Донофрио-Вуд    | 20:58.16 | 21      | США    |
| 1985 | Терри Гербер         | 20:30.03 | 36      | США    |
| 1984 | Джуди Милки-Вест     | 20:04.00 | 34      | США    |
| 1983 | Бьорг Острхайм-Смит  | 19:11.00 | 40      | США    |
| 1982 | Бьорг Острхайм-Смит  | 18:23.00 | 39      | США    |
| 1981 | Бьорг Острхайм-Смит  | 18:46.00 | 38      | США    |
| 1980 | Салли Эдвардс        | 22:13.44 | 32      | США    |
| 1979 | Скип Суоннак         | 21:56.27 | 37      | США    |
| 1978 | Пэт Смайт            | 29:34.00 | 35      | США    |